# Ulldemolins
Ulldemolins település Spanyolországban, Tarragona tartományban. Ulldemolins Vilanova de Prades, Cornudella de Montsant, La Morera de Montsant, Margalef, Juncosa és La Pobla de Cérvoles községekkel határos. Lakosainak száma 416 fő (2024).

## Népesség
A település népessége az elmúlt években az alábbi módon változott:
| Lakosok száma | 269  | 1596 | 1247 | 763  | 517  | 484  | 481  | 412  | 396  | 416  |
|               | 1717 | 1887 | 1936 | 1960 | 1986 | 2004 | 2009 | 2014 | 2019 | 2024 |